# Cheerful Givers
Cheerful Givers er en amerikansk stumfilm fra 1917 af Paul Powell.

## Medvirkende
- Bessie Love som Judy
- Kenneth Harlan som Horace Gray
- Josephine Crowell som Mrs. Harriet Gray
- Spottiswoode Aitken som John Deady
- Bessie Buskirk som Lizzie Vance